# Рахатська сільська адміністрація
Раха́тська сільська адміністрація (каз. Рахат ауылдық әкімдігі, рос. Рахатский сельская администрация) — адміністративна одиниця у складі Жанаозенської міської адміністрації Мангистауської області Казахстану. Адміністративний центр та єдиний населений пункт — село Рахат.
Утворена 2012 року як Рахатська селищна адміністрація, 2014 року перетворено у сільську адміністрацію. 2020 року зі складу адміністрації була виділена нова Кендерлинська сільська адміністрація.
Населення — 35468 осіб (2021; 15730 у 2009).